# マレーシア人の一覧
マレーシア人の一覧（マレーシアじんのいちらん）は、居住、法律的、歴史的、文化的な意味でマレーシア人と特定される人々を、分野ごとに一覧にしたもの。 

## 民族又は出身地別
- マレー人の一覧（英語版）
- 中国系マレーシア人の一覧（英語版）
- インド系マレーシア人の一覧（英語版）

## マレーシアの州別
- ジョホール州出身の人物
- ケダ州出身の人物（英語版）
- クランタン州出身の人物（英語版）
- クアラルンプール出身の人物
- ムラカ州出身の人物
- ヌグリ・スンビラン州出身の人物
- パハン州出身の人物
- ペナン州出身の人物
- ペラ州出身の人物
- プルリス州出身の人物（英語版）
- サバ州出身の人物（英語版）
- サラワク州出身の人物（英語版）
- セランゴール州出身の人物
- トレンガヌ州出身の人物（英語版）
- 外国出身のマレーシア人

## 聖職者
- Ven. Dr. Kirinde Sri Dhammananda Nāyaka Thero (1919-2006) - 仏教僧
- Ven. Datuk K. Sri Dhammaratana (1948-) - 仏教僧
- Ven. K. L. Dhammajoti (1949-) - 仏教僧
- Ven. Sujiva (1951-) - 仏教僧、上座部仏教教師
- Ven. Chi Chern (1955-) - 仏教僧
- Gregory Yong (1925–2008) - シンガポールカトリック教会第2代大司教
- Anthony Soter Fernandez (1932-2020) - , カトリック教会大司教
- Antony Selvanayagam (1935-) -  カトリック教会司教
- Murphy Nicholas Xavier Pakiam (1938-) - カトリック教会クアラルンプール司教区大司教
- Ng Moon Hing (1955-) - 英国国教会西マレーシア第4代司教

## 政治家
- Parameswara (1344 – c. 1414) - マラッカ王国建国者
- Tun Dato Sir Tan Cheng Lock (1883-1960) - マラヤ華人協会初代会長
- Tun Leong Yew Koh (1888-1963) - 初代マラッカ知事
- Colonel Tun Sir Henry Lee Hau Shik (1900-1988) - マラヤ連邦初代大蔵大臣
- トゥンク・アブドゥル・ラーマン (1903-1990) - マラヤ連邦及びマレーシアの初代首相[1][2]
- Tun Tan Siew Sin (1916-1988) - 初代商工大臣
- Tun V. T. Sambanthan (1919-1979) - マレーシア建国の父の1人
- Tun Dato' Seri Lim Chong Eu (1919-2010) - 1969年～1990年ペナン州首相
- アブドゥル・ラザク (1922-1976) - マレーシア第2代首相[3][4]
- マハティール・ビン・モハマド (1925-) - マレーシア第4代[5]、第7代首相
- Tan Sri Nik Aziz Nik Mat (1931-2015) - 全マレーシア・イスラーム党の精神的指導者
- Tan Sri Dato' Lee San Choon (1935-2023) - 労働大臣、公共事業大臣、運輸大臣を歴任
- Tan Sri Tengku Razaleigh Hamzah (1937-) - 元国会議員、マレーシア経済発展の父
- Tun Dr. Lim Keng Yaik (1939-2012) - 閣僚を最も長く務めた
- アブドラ・バダウィ (1939-) - 第5代首相
- Dato' Sri Utama Karpal Singh (1940-2014) - ペナン州国会議員
- Tan Sri Lim Kit Siang (1941-) - マレーシア民主行動党元事務総長
- ムヒディン・ヤシン (1947-) - 第8代首相
- アンワル・イブラヒム (1947-) - 第10代首相
- Tan Sri Dr. Koh Tsu Koon (1949-) - 1990年～2008年ペナン州首相
- ワン・アジサ (1952-) - 第12代副首相
- Raja Nong Chik Zainal Abidin (1953-) - 連邦準州・都市福祉大臣
- Tan Sri Dato' Seri Ong Ka Ting (1956-) - 地方自治大臣、運輸大臣
- Wan Hisham (1956-) - トレンガヌ州の政治家
- Lim Guan Eng (1960-) - マレーシア民主行動党第5代全国議長

## 軍人
- Rentap (1800–1870) - サラワクの戦士
- Tan Kee Soon (1803–1857) - ジョホール州の結社リーダー
- Haji Abdul Rahman Limbong (1868–1929) - マレー半島トレンガヌ州の戦士
- Syarif Masahor (-1890) - サラワクの戦士
- Antanum (1885-1915) - 北ボルネオ (サバ) の戦士
- Mat Salleh (1894–1905) - サバの戦士
- Leftenan Adnan (1915–1942) - 英領マラヤのマラヤ軍戦士、日本軍との戦闘で戦死した国民的英雄
- Albert Kwok Fen Nam (1921–1944) - 日本軍によるボルネオ占領時代のレジスタンス戦士
- Rosli Dhobi (1932-1950) - サラワクの戦士
- Monsopiad - サバの戦士

## 実業家
- Tan Hiok Nee (1827–1902)
- Chung Keng Quee (1827–1901) - 近代タイピング創設者
- Foo Choo Choon (1860–1921)
- Tan Chay Yan (1870–1916) - ゴム農園商人
- Cheah Cheang Lim (1875–1948) - 錫事業家
- Loh Boon Siew (1915–1995) - ホンダオートバイ総代理店
- 林梧桐 (1918–2007) - ゲンティン・グループ所有者[6]
- Choong Chin Liang (1920–1998) - 慈善事業家
- ロバート・クオック (1923-) - クオック・グループ経営者[7]
- ヨー・ティオンレイ (1929–2017) - YTLコーポレーション創業者
- Teh Hong Piow (1930–2022) - 銀行家[8]
- Ananda Krishnan (1938-) - 投資会社ウサハ・テガス社会長
- Daim Zainuddin (1938-) - 政治家、実業家、元財務大臣
- Azman Hashim (1938-) - 投資家
- クェック・レンチャン (1941-) - ホンリョン・グループ共同創設者[9]
- William Cheng (1943-) - ライオン・グループ・マレーシア会長
- Lillian Too (1946-) - 作家、タレント、風水師
- Lim Kok Thay (1951-) - ゲンティン・グループ会長
- ヴィンセント・タン (1952-) - ベルジャヤ・グループ創業者[10]
- Syed Mokhtar Al-Bukhary (1956-) - 非営利慈善団体、アルブハリー財団創設者
- トニー・フェルナンデス (1964-) - 格安航空会社「エアアジア・グループ」CEO
- 市川啓一 (1964-) - 株式会社レスキューナウ創立者、株式会社レスキューナウ危機管理研究所代表取締役社長、危機管理アドバイザー[注釈 1]
- Shoba Purushothaman - デジタルニュースビデオプラットフォームのThe NewsMarket共同設立者兼CEO
- Shah Hakim Zain - グローバル・サービス・プロバイダーのスコミ所有者
- Halim Saad - 投資会社UEMグループの実業家
- Saleh Sulong - DRB-HICOMグループ会長
- Jeffrey Cheah Fook Ling - サンウェイ・グループ創設者
- Francis Yeoh - ヨー・ティオンレイの長男、YTLコーポレーションのマネージング・ディレクター
- Kong Hon Kong - 総合葬儀業ニルヴァーナ・アジア・グループ創業者
- Armin Baniaz Pahamin - 自動車ディーラー
- Ramly bin Mokni

## デザイナー
- ザン・トイ（英語版） (1961-) - ファッションデザイナー、1991年ムートン・カデ・ヤング・デザイナー賞受賞、2013年マレーシア国王から功労勲章であるダトゥク（英語版）の称号を授与された。
- ジミー・チュー (1961-) - 靴デザイナー、ハンドメイドの婦人靴で知られるファッションブランド「ジミーチュウ」の共同設立者。
- Melinda Looi - ファッションデザイナー
- Bernard Chandran - ファッションデザイナー

## 学者
- Wu Teh Yao (1915-1994) - 政治学者
- ウンク・A・アジズ (1922-2020) - 経済学者[11]
- 王賡武 (1930-) - 歴史学者
- Khoo Kay Kim (1937-2019) - 歴史学者
- Chin Liew Ten (1939-) - 哲学者
- Lee Poh Ping (1942-2016) - 政治学者
- Jomo Kwame Sundaram (1952-) - 経済学者
- Danny Quah (1958-) - 経済学者
- Khasnor Johan (1968-) - 歴史学者
- Afifi al-Akiti (1976-) - イスラム学者

## 科学者
- 林文慶 (1868–1957) - 女王奨学金を得た最初のマレー人で、エディンバラ大学に留学し1892年医師の優等学位を取得して卒業
- 伍連徳 (1879–1960) - 公衆衛生分野で有名な医師、1935年にマレー人として初めてノーベル生理学・医学賞にノミネートされた
- Dr. I-Min Lee (1960-) - 疫学研究者、ハーバード公衆衛生大学院
- Siti Aisyah Alias (1966-) - 海洋科学者
- モイ・メンリン (1979–) - ウイルス学者、東京大学教授、蚊媒介ウイルス感染症研究で名高い、日本ウイルス学会杉浦奨励賞、日本医療研究開発大賞理事長賞など
- Cheah Ming Tatt (1983-) - 免疫学と遺伝学専門の生物学者、RNA研究でハワード・ヒューズ医学研究所の未来科学者フェローシップを受賞
- Shu Jie Lam - メルボルン大学化学研究者

## 発明家
- レン・ン - 科学者、Lytroの発明者

## エンターテイナー
- Aziz Sattar (1925–2014) - 俳優、映画監督
- P・ラムリー (1929–1973) - シンガーソングライター、俳優[12]
- Kasma Booty (1932-2007) - 女優
- David Arumugam (1950-) - 歌手、バンドAlleycats創設者、メンバー
- Loganathan Arumugam (1953–2007) - 歌手
- スディルマン・アーシャド (1954–1992) - 歌手、作曲家
- ヤスミン・アハマド (1958-2009) - 映画監督
- Chef Wan (1958-) - シェフ
- Jamal Abdillah (1959-) - 歌手、俳優[13]
- Francissca Peter (1961-) - シンガーソングライター
- ミシェル・ヨー (1962-)  - 女優
- Aziz M. Osman (1962-) - 俳優、映画監督
- Aznil Nawawi (1962-) - 俳優、歌手、TVホスト
- イミー・ウーイ (1964-) - 歌手
- シーラ・マジッド (1965-) - 歌手[14]
- Hani Mohsin (1965–2006) - 俳優
- Ella (1966-) - 歌手、女優
- Din Beramboi (1966–2010) - コメディアン
- Meor Aziddin Yusof (1967-) - シンガーソングライター
- Ahmad Azhar|Awie|Ahmad Azhar (1968-) - 歌手、俳優
- Ziana Zain (1968-) - 歌手
- Sean Ghazi (1969-) - 歌手、俳優
- Chen Hanwei (1969-) - 俳優
- Fauziah Latiff (1970-) - 歌手、女優
- 光良 (1970-) - 歌手
- Amy Mastura (1971-) - 歌手、女優[15]
- Ho Yuhang (1971-) - 映画監督
- Christopher Lee (1971-) - 俳優
- Pete Teo (1972-) - シンガーソングライター
- Victor Wong (1972-) - 歌手
- Norman Abdul Halim (1972-) - バンドKRUメンバー
- Yusry Abdul Halim (1973-) - バンドKRUメンバー
- Erra Fazira (1974-) - 歌手、女優
- ニン・バイズーラ (1975-) - 歌手、女優
- Alvin Anthons (1976-) - 俳優
- Ah Niu (1976-) - 歌手
- 李心潔 (1976-) - 女優、歌手
- Edry Abdul Halim (1976-) - バンドKRUメンバー
- Azmyl Yunor (1977-) - シンガーソングライター
- Zhang Yaodong (1977-) - 俳優
- Shanon Shah (1978-) - シンガーソングライター
- ペニー・ダイ (1978-) - シンガーソングライター
- Jaclyn Victor (1978-) - 歌手
- Zamil Idris (1978) - 歌手
- 梁静茹 (1978-) - 歌手
- Shaun Chen (1978-) - 俳優
- Zen Chong (1978-) - 俳優
- Faizal Tahir (1978-) - 歌手、俳優
- Mohd Taufik Nordin (1979-) - 作曲家、歌手
- シティ・ヌールハリザ (1979-) - 歌手
- 曹格 (1979-) - シンガーソングライター
- Beto Kusyairy (1980-) - 俳優
- Dayang Nurfaizah (1981-) - 歌手
- Awal Ashaari (1981-) - 俳優
- Asmawi bin Ani (1981-) - 歌手
- Hannah (1981-) - シンガーソングライター、女優
- Nicholas Teo (1981-) - 歌手
- Iqram Dinzly (1981-) - 俳優
- Remy Ishak (1982-) - 俳優
- Daniel Lee Chee Hun (1983-) - 歌手
- Scha Alyahya (1983-) - モデル
- Fazura (1983) - 女優
- Namewee (1983-) - マルチタレント
- Nabil Ahmad (1983-) - コメディアン
- Fasha Sandha (1984-) - 女優
- Tomok (1984-) - 歌手
- Syamsul Yusof (1984-) - 俳優、映画監督
- Zizan Razak (1984-) - コメディアン
- ジィ・アーヴィ (1985-) - シンガーソングライター
- ロニー・チェン (1985-) - 俳優
- Zalif Sidek (1985-) - 俳優
- Noh Salleh (1985-) - シンガーソングライター
- Lisa Surihani (1986-) - 女優
- Yuna (1986-) - 歌手
- Amar Asyraf (1986-) - 俳優
- Johan As'ari (1986-) - 俳優
- Shuk Sahar (1986-) - コメディアン
- Syazwan Zulkifly (1987-) - 俳優
- Hairul Azreen (1988-) - 俳優
- シュクリ・ヤハヤ (1988-) - 歌手、俳優
- Lawrence Wong (1988-) - 俳優
- Neelofa (1989-) - 女優
- Saharul Ridzwan (1989-) - 俳優
- Aiman Hakim Ridza (1989-) - 俳優
- Aizat Amdan (1989-) - シンガーソングライター
- Jasmine Suraya Chin (1989-) - 女優
- Shila Amzah (1990-) - シンガーソングライター
- Stacy Angie (1990-) - シンガーソングライター
- Juzzthin (1990-) - 俳優
- Alif Satar (1990-) - 俳優、歌手
- イッズ・イスラム (1990-) - 歌手、俳優
- Ramona Zamzam (1990-) - 女優
- Hafiz Suip (1990-) - 歌手
- Adira Suhaimi (1991-) - 歌手
- Emma Maembong (1992-) - 女優
- Fadlan Hazim (1992-)
- Syafiq Yusof (1992-) - 俳優、映画監督
- Nina Nadira (1992-) - 歌手
- Sufian Suhaimi (1992-) - 歌手
- Aedy Ashraf (1993-) - 俳優
- ハフィズ・ロシュディ (1994-) - 俳優
- Sharifah Aryana (1995-) - 女優
- Janna Nick (1995-) - 女優、歌手
- Joyce Chu (1997-) - シンガーソングライター
- Sweet Qismina (1997-) - 歌手、女優
- Shock System - ロックバンド

## その他の分野
- Yong Mun Sen (1896–1962) - 先駆的芸術家、マレーシア絵画の父
- Anwar Fazal (1941-) - 消費者、環境運動家、健康擁護者
- Irene Fernandez (1946-2014) - 著名な人権活動家
- ラット (1951-) - 著名な漫画家
- Noor Hisham Abdullah (1963-) - 保険総局長
- Norman Musa (1974-) - シェフ、レストラン経営者
- Ling Tan (1974-) - 国際的ファッションモデル